# Thomas Ravelli

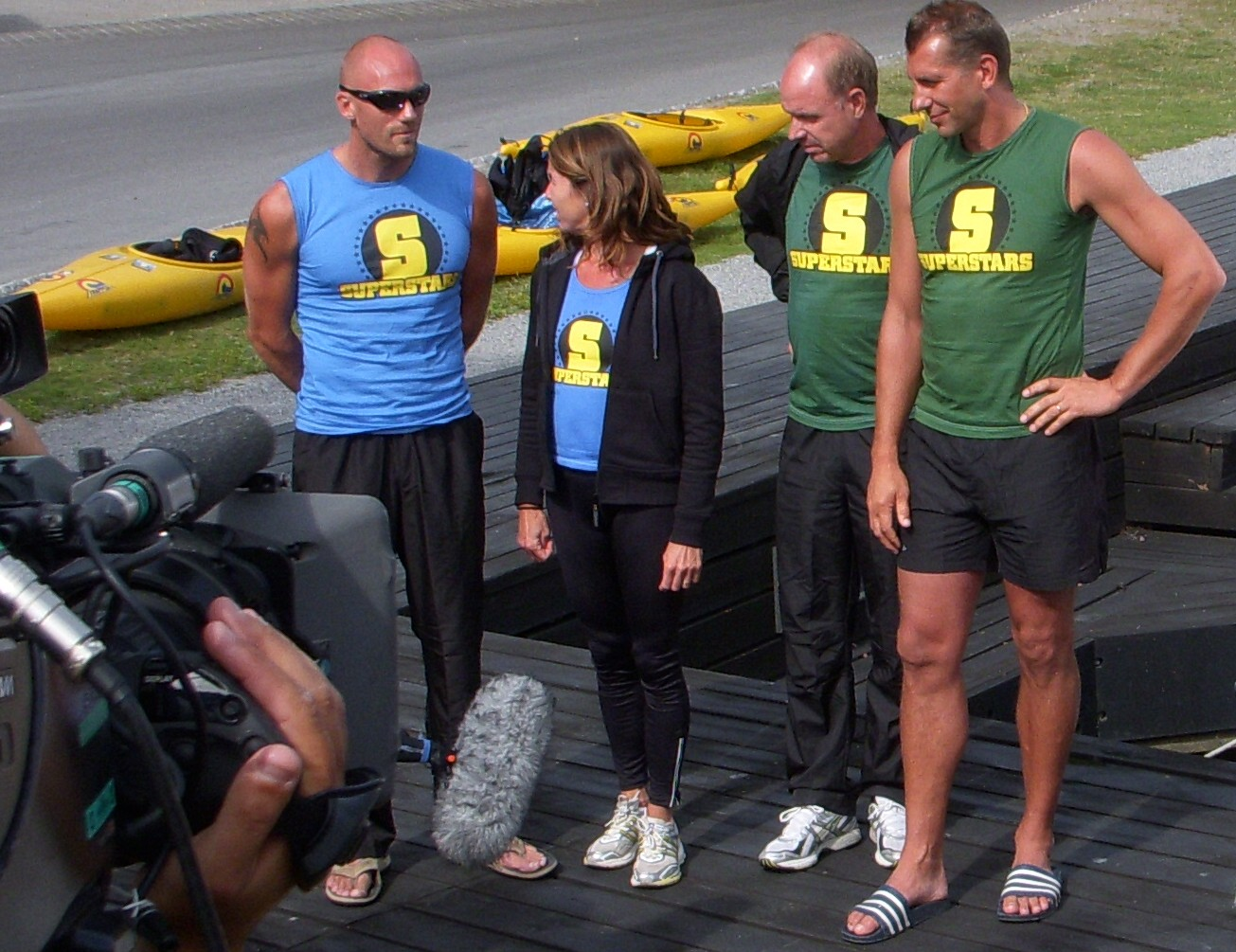
Thomas Ravelli (andra från höger) i Superstars i juli 2009.

Thomas Ravelli, född 13 augusti 1959 i Vimmerby, senare uppvuxen i Växjö, är en svensk före detta fotbollsmålvakt som numera arbetar som föreläsare.
Ravelli inledde sin allsvenska karriär i Östers IF där han – tillsammans med tvillingbrodern Andreas – var med och vann SM-guld säsongerna 1980 och 1981. År 1989 värvades han till IFK Göteborg där det blev ytterligare sex SM-titlar (på sju år) innan han tog steget till USA för en säsong i Tampa Bay Mutiny.
Under nästan hela sin seniorkarriär var Ravelli förstemålvakt i det svenska landslaget (1981–1997) där han spelade ett EM- och två VM-slutspel med VM-bronset från 1994 som den största framgången. 
Under VM 1994 fick Ravelli dessutom, efter flera år av tämligen ljum kritik, till sist sitt erkännande hos den breda allmänheten; detta främst genom sina två räddningar i straffsparksavgörandet i kvartsfinalen mot Rumänien. Den avgörande räddningen – på Miodrag Belodedicis straff – valdes inför Idrottsgalan år 2001 ut till Tidernas svenska idrottsögonblick.
Ravelli är som medlem nr 43 invald i Svensk fotbolls Hall of Fame.

## Uppväxt
Ravelli föddes 1959 i Vimmerby och tillbringade sina fem första levnadsår där. Hans föräldrar migrerade från Österrike till Sverige 1952. Han har fem syskon, varav en tvillingbror, Andreas, som även han var en framgångsrik fotbollsspelare.

## Fotbollskarriär

### Östers IF
Thomas Ravelli är uppväxt i Åtvidaberg och Växjö. Hans fotbollsintresse började med att han följde med sin far, som var läkare i Åtvidabergs FF, till fotbollsplanen i Åtvidaberg. Han började sin karriär 1969 som pojklagsspelare i Växjölaget Östers IF, där han som tonåring hade legendaren Gunnar Nordahl som tränare. Med Öster debuterade han i Allsvenskan 1979.
Under debutåret i allsvenskan spelade han 13 matcher och 1980 etablerade han sig som förstemålvakt och efterträdare till landslagsmeriterade Göran Hagberg och spelade samtliga 26 matcher. 1980 vann han sitt första SM-guld och 1981 följde det andra SM-guldet. Han debuterade samma år i A-landslaget och mottog Guldbollen. Ravelli lämnade Öster efter att laget, för första gången i klubbens historia, åkt ur allsvenskan 1988.

### IFK Göteborg
Våren 1989 blev Ravelli åter klubbkamrat med sin tvillingbror Andreas Ravelli när IFK Göteborg, köpte den svenska landslagsmålvakten för 1 850 000 svenska kronor. Han ersatte Erik Thorstvedt som förstemålvakt, och den allsvenska debuten i IFK Göteborg skedde 9 april 1989 mot Brage. Thomas Ravelli spelade totalt 191 allsvenska matcher för IFK Göteborg och vann sex SM-guld; 1990, 1991, 1993, 1994, 1995 och 1996. Klubben vann även ett svenskt Cupguld 1991. Ravellis sista tävlingsmatch med IFK Göteborg blev mot FC Bayern München i Uefa Champions League 10 december 1997.
Ravelli avslutade 1998 sin fotbollskarriär med en säsong i Tampa Bay Mutiny i den amerikanska ligan MLS. Han gjorde dock en snabb comeback, först med några matcher med Öster i division 1 1999, och sedan som reserv i IFK Göteborg, då klubben hade problem på målvaktssidan.

### Landslagskarriär
Under åren 1981–1997 spelade han totalt 143 landskamper för Sveriges landslag. Ravelli debuterade i det svenska landslaget mot Finland 1 mars 1981 i en träningsmatch inomhus. Den första landskampen utomhus var mot Danmark 14 maj samma år. Ravelli startade sedan i de avslutande 4 kvalmatcherna till VM 1982, samtliga 8 kvalmatcher till EM 1984, 7 av de 8 kvalmatcherna till VM 1986, och 6 av de 8 kvalmatcherna till EM 1988. Ravelli var en starkt bidragande faktor till att Sverige tog sig till det första mästerskapet sedan VM 1978, och startade i samtliga 6 kvalmatcher till VM 1990. Han storspelade och gjorde direkt matchavgörande räddningar i matchen mot England på Råsunda 6 september 1989. I VM 1990 och i EM 1992 startade Ravelli i samtliga Sveriges matcher.

#### VM 1994
I kvalet till VM 1994 startade han i 7 av de 8 matcherna när Sverige åter kvalificerade sig för ett världsmästerskap. Ravelli hade däremot släppt in fyra mål i två raka hemmamatcher för IFK Göteborg under vårsäsongen och var ifrågasatt inför VM 1994, men svarade med en stark turnering när Sverige vann VM-brons. Han upplevde sitt största sportsliga ögonblick med sin avgörande straffräddning av Miodrag Belodedicis skott i kvartsfinalen mot Rumänien. Straffräddningen blev år 2001 vald till Tidernas idrottsögonblick under Idrottsgalan. Under VM-turneringen 1994 blev han också uttagen som andremålvakt i världslaget och passerade Björn Nordqvists tidigare rekord på 115 landslagsmatcher. 
Ravelli startade sedan i 7 av 8 kvalmatcher till EM 1996, och 7 av de 10 kvalmatcherna till VM 1998. Den 11 oktober 1997 spelade Ravelli sin sista landskamp i VM-kvalmatchen mot Estland.

## Efter fotbollskarriären
Efter fotbollskarriären har Ravelli arbetat som föredragshållare, konferencier, moderator och krönikör. Han är bosatt i Mölnlycke. Ravelli driver även Ravelli AB tillsammans med sin bror Andreas och Andreas två söner. Bolaget säljer bland annat underkläder, träningskläder och heminredning och har sedan 2014 delat ut över 65 miljoner kronor till skolklasser, lag och föreningar.
I fotbollsspelen FIFA 06, FIFA 07, FIFA 08, FIFA 09, FIFA 10, FIFA 11, FIFA 12, FIFA 13, FIFA 14 och FIFA 15 ingår Ravelli i den "klassiska elvan".
Åren 1999–2001 var han domare i TV-programmet Stadskampen. Ravelli vann Superstars 2018 och vann även Mästarnas mästare 2014.
2006 tävlade Ravelli tillsammans med Suzanne Axell i På spåret, och de vann en match under säsongen.

## Familj
Ravelli har påbrå från både Italien och Österrike. Föräldrarna, allmänläkaren Ägydius Peter Ravelli (1919–1990) och sjuksköterskan Margareta (Margarethe) Ravelli (född Reiter, 1925–2020), var båda från Österrike och emigrerade till Sverige 1952. Thomas Ravelli är sedan den 26 juni 1988 gift med Cathrine Ravelli, född Karlsson 1965 i Moheda i Småland. Paret har tre barn, Christoffer, Josefine och Emelie. Hans tvillingbror Andreas Ravelli var också framgångsrik som fotbollsspelare. Bröderna har ytterligare fyra syskon.

## Meriter
- Svensk mästare: 1980 och 1981 med Östers IF och 1990, 1991, 1993, 1994, 1995 och 1996 med IFK Göteborg (svenskt rekord)
- Guldbollen: 1981
- Svenskt cupguld: 1990
- Svenska Dagbladets bragdmedalj 1994
- Världens näst bäste målvakt 1994, rankad 3:a i världen 1995
- VM-turneringar: 1990, 1994
- VM-brons 1994
- EM-turneringar: 1992 (delad 3:e plats)
- GT:s Kristallkula 1990 och 1994
- Göteborgs-Postens Stora Sportpris 1994 (50 000:-, donerat till hjärtavdelningen, Drottning Silvias Sjukhus i Göteborg)
- Årets göteborgare 1994
- Invald i Svensk Fotbolls Hall-of-Fame som nummer 43[28]
- Segrare i Mästarnas mästare 2014.
- Segrare i Superstars 2018.[29]